# Sophie Kanza

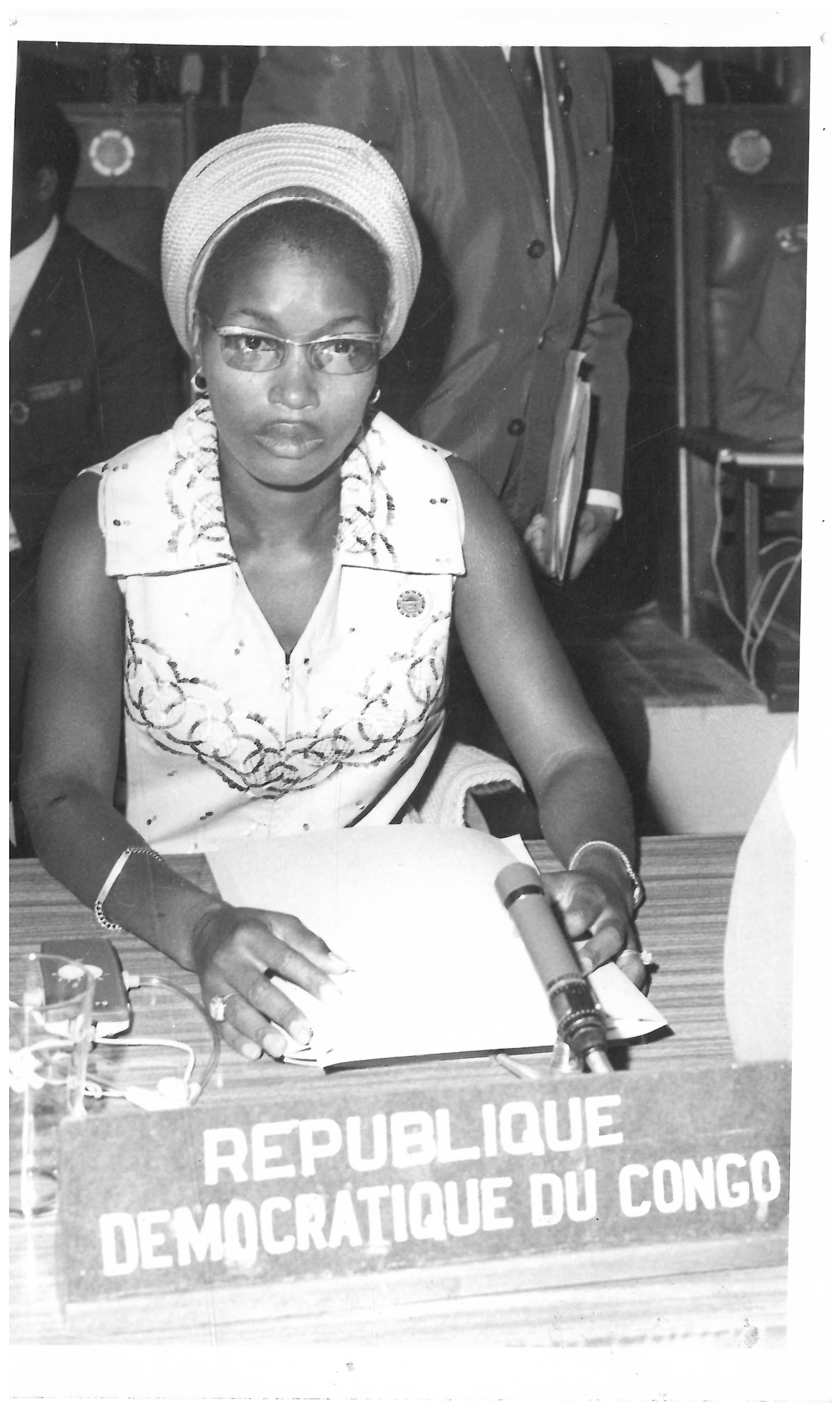
Sophie Kanza.

Sophie Lihau-Kanza oder  Zala Lusibu N’Kanza (geb. Sophie Madeline Kanza, geb. 8. Februar 1940, gest. 2. April 1999) war eine Soziologin und Politikerin im Kongo. Sie war die erste Frau in ihrem Land, die eine weiterführende Ausbildung erhielt, die erste die einen Universitätsabschluss errang und die erste, die in der Demokratischen Republik Kongo ein Regierungsamt erhielt. Sie war Ministerin für Soziales vom 31. Oktober 1966 bis 6. Dezember 1970. Später übernahm sie Ämter bei den Vereinten Nationen.

## Leben

### Jugend und Ausbildung
Sophie Kanza wurde am 8. Februar 1940 in Léopoldville, damals Belgisch-Kongo, geboren. Sie war das sechste von sieben Kindern. Ihre Eltern waren Élisabeth Mansangaza und Daniel Kanza. Sie erhielt einen Großteil ihrer Grundschul- und weiterführenden Ausbildung in Brazzaville, Französisch Congo (Congo français). Zur Zeit der Unabhängigkeit Belgisch-Kongos im Jahr 1960 war Kanza die einzige Frau im Land, die eine weiterführende Schule besucht hatte. Im Juni 1961 schloss sie schließlich ihr Studium am Lycée du Sacré Cœur ab. Das Lycée du Sacré Cœur war eine Jungen-Schule, aber Kanza erwarb ihren Abschluss dort, weil die Mädchenschule, die sie besucht hatte nach dem Weggang vieler belgischer Lehrer 1960 schließen musste. 1964 wurde sie die erste Frau aus dem Kongo, die einen Universitätsabschluss erhielt. Sie erwarb ein Diplom in Soziologie an der Universität Genf, wo sie bis 1966 auch als Assistant Lecturer arbeitete. Kanza studierte dann an der Harvard University (1973–1976) und erwarb einen Master und einen Ph.D. in Soziologie.

### Karriere
On 31. Oktober 1966 wurde Kanza zur Ministerin für Social Affairs ernannt und wurde damit die erste Frau im Land, die ein Regierungsamt innehatte. Ihre Ernennung erfolgte bereits während ihres Doktorats an der Universität Genf, aber sie beendete zuerst ihre Studien, bevor sie das Amt antrat. Sie verbrachte einen großen Teil ihrer ersten Amtszeit damit, die Bemühungen des Ministeriums zu prüfen um den Bedürfnissen der Bevölkerung gerecht zu werden. Sie setzte sich auch für gleiche Bildungschancen für Jungen und Mädchen ein und war 1967 Delegierte beim Gipfeltreffen der Organisation für Afrikanische Einheit in Kinshasa (ehemals Léopoldville). Sie wurde am 13. Oktober 1967 Mitglied des politischen Büros des Mouvement Populaire de la Révolution. In einer Kabinettsumbildung wurde sie am 6. Dezember 1970 als Sozialministerin entlassen. Von 1973 bis 1977 war Kanza Mitglied des Vorstands des Ausbildungs- und Forschungsinstitut der Vereinten Nationen (UNITAR). Und von 1981 bis 1985 war sie Deputy Assistant Director-General der UNESCO und Head of Mission für den Generaldirektor der UNESCO von 1985 bis 1988.

## Familie
Kanza heiratete am 26. Dezember 1964 Marcel Lihau, den späteren Präsidenten des Supreme Court of Justice. Gemeinsam hatten sie sechs Töchter. Er floh jedoch vor politischer Verfolgung im Kongo und sie verbrachten den größten Teil ihres Lebens getrennt.
1998 wurde Kanza in einen Autounfall in Paris verwickelt und war daraufhin querschnittsgelähmt. Sie gab ihren Job bei der UNESCO auf und reiste im Asland um sich für die Rechte von Menschen mit Behinderungen einzusetzen.

## Tod und Vermächtnis
Kanza erlitt am 2. April 1999 einen Kreislaufstillstand an dem sie verstarb. Sie wurde im Luozi Territory beigesetzt.
2004 wurde Kanza als eine der ersten Frauen in das Congo’s Pantheon of National History. Ihre Büste ist in der Gallery of Memory ausgestellt. Der „Cercle Sophie Kanza“, eine Vereinigung von Professorinnen des Kongo, wurde zu ihren Ehren benannt. Drei von Kanzas Töchtern organisierten am 28. März 2015 eine Dankes-Messe zu ihren Ehren und für ihren Mann in Gombe. Mehrere wichtige Politiker besuchten die Zeremonie, unter anderen Léon Kengo und José Endundo Bononge.